# Challenger de Ostrava 2017

El torneo Prosperita Open 2017 fue un torneo profesional de tenis. Perteneció al ATP Challenger Series 2017. Se disputó su 14.ª edición sobre superficie tierra batida, en Ostrava, República Checa, entre el 1 y el 7 de mayo de 2017.

## Jugadores participantes del cuadro de individuales
| Favorito | País                       | Jugador                 | Rank1 | Posición en el torneo |
| -------- | -------------------------- | ----------------------- | ----- | --------------------- |
| 1        | Bandera de Eslovaquia      | Norbert Gombos          | 105   | Segunda ronda         |
| 2        | Bandera de República Checa | Adam Pavlásek           | 107   | Semifinales           |
| 3        | Bandera de Italia          | Alessandro Giannessi    | 121   | Baja                  |
| 4        | Bandera de España          | Roberto Carballés Baena | 123   | Cuartos de final      |
| 5        | Bandera de España          | Rubén Ramírez Hidalgo   | 151   | Segunda ronda         |
| 6        | Bandera de República Checa | Lukáš Rosol             | 153   | Segunda ronda         |
| 7        | Bandera de República Checa | Jan Šátral              | 155   | Primera ronda         |
| 8        | Bandera de Italia          | Marco Cecchinato        | 157   | FINAL                 |

- 1 Se ha tomado en cuenta el ranking del 24 de abril de 2017.

### Otros participantes
Los siguientes jugadores recibieron una invitación (wild card), por lo tanto ingresan directamente al cuadro principal (WC):
- Dominik Kellovský
- Zdeněk Kolář
- David Poljak
- Dominik Šproch

Los siguientes jugadores ingresan al cuadro principal tras disputar el cuadro clasificatorio (Q):
- Attila Balázs
- Reda El Amrani
- Lenny Hampel
- Sebastian Ofner

## Campeones

### Individual masculino
- Stefano Travaglia derrotó en la final a  Marco Cecchinato, 6–2, 3–6, 6–4

### Dobles masculino
- Jeevan Nedunchezhiyan /  Franko Škugor derrotaron en la final a  Rameez Junaid /  Lukáš Rosol, 6–3, 6–2